# Margreeth de Boer

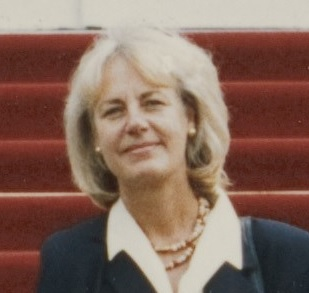
Margreeth de Boer (1994)

Margaretha „Margreeth“ de Boer (* 16. April 1939 in Amsterdam) ist eine niederländische Politikerin der Partij van de Arbeid (PvdA), die unter anderem zwischen 1993 und 1994 Kommissarin der Königin in der Provinz Drenthe sowie von 1994 bis 1998 Ministerin für Wohnungswesen, Raumplanung und Umwelt war. Als Ministerin veröffentlichte sie den dritten Nationalen Umweltpolitikplan. Während ihrer Amtszeit als Ministerin fanden unter anderem Diskussionen über den Ausbau des Flughafens Schiphol und des Maastricht Aachen Airport in Beek, den Bau der Schnellfahrstrecke Schiphol–Antwerpen HSL Zuid durch das Groene Hart und die Verhandlungen zum Kyoto-Weltklimaabkommen statt. Nachdem sie als Mitglied der Zweiten Kammer der Generalstaaten angehörte, fungierte sie zwischen 2001 als Bürgermeisterin von Leeuwarden und später von 2010 bis 2011 Bürgermeisterin von Hoogeveen.

## Leben
Margaretha „Margreeth“ de Boer, deren Eltern ursprünglich aus der Provinz Friesland stammten, lebte zwischen 1960 und 1965 in Südafrika und Kenia. Nach ihrer Rückkehr war sie unter anderem als Kommunalbeamtin tätig und engagierte sich für die Partei der Arbeit PvdA (Partij van de Arbeid) in der Kommunalpolitik sowie als Mitglied der Provinciale Staten, des Parlaments der Provinz Noord-Holland. Sie war zwischen 1983 und 1987 Leiterin des Amtes für soziale und allgemeine Angelegenheiten von Zaanstad, und fungierte im Anschluss vom 28. April 1987 bis zum 1. Januar 1993 als Mitglied der Gedeputeerde Staten, der Regierung der Provinz Noord-Holland, und war dort zuständig für Raumplanung, Sozialwohnungen und öffentliche Verkehrsmittel. Am 1. Januar 1993 löste sie Wim Meijer als Kommissarin der Königin in der Provinz Drenthe ab und bekleidete dieses Amt bis zum 22. August 1994, woraufhin Relus ter Beek ihre Nachfolge antrat. Im März 1994 gehörte sie zu den Bewerbern für das Amt der Bürgermeisterin von Amsterdam, zog ihre Kandidatur jedoch zurück.

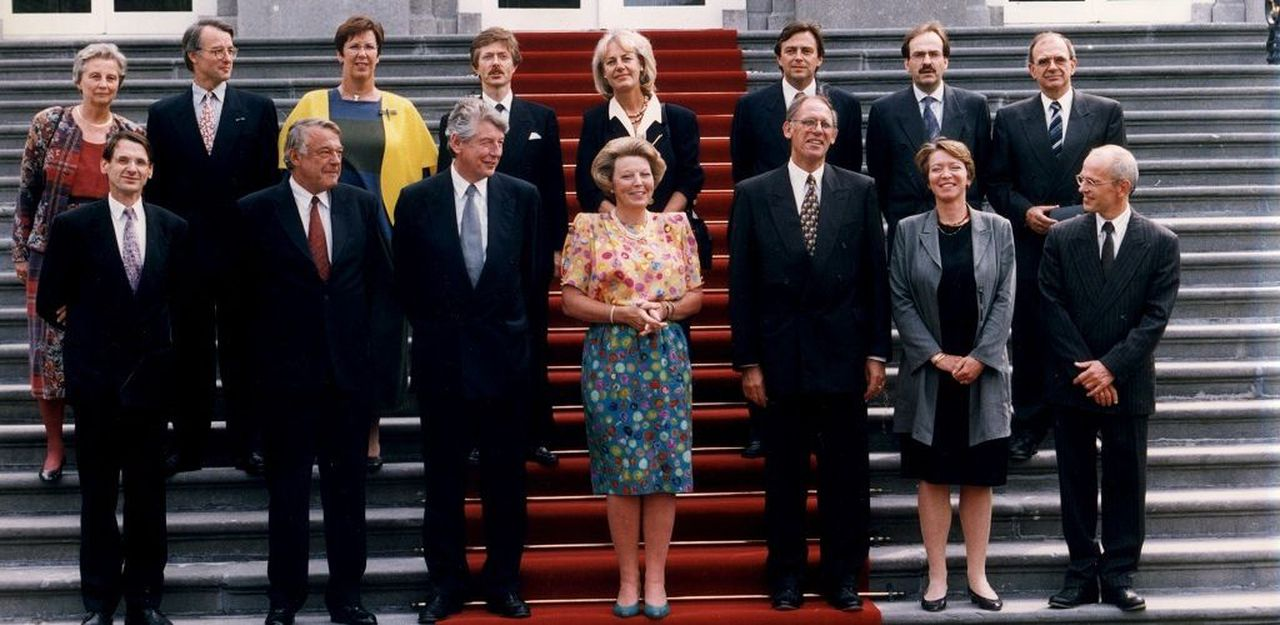
Margreeth de Boer (zweite Reihe, 5.v.l.) und die anderen Mitglieder des Kabinetts Kok I.

Am 22. August 1994 wurde Margreeth de Boer als Ministerin für Wohnungswesen, Raumordnung und Umweltschutz (Minister van Volkshuisvesting, Ruimtelijke Ordening en Milieubeheer) in das Kabinett Kok I berufen und behielt diesen Posten bis zum 3. August 1998. 1996 kam es zur Verabschiedung des Gesetzes für den Beirat des Ministeriums (Wet VROM-raad), wodurch ein ständiger strategischer Beirat für die wesentlichen Politikbereiche im Bereich des öffentlichen Wohnungsbaus, der Raumplanung und des Umweltmanagements eingerichtet wurde. 1997 wurde mit dem Wet milieubeheer ein Gesetz erlassen, das Unternehmen verpflichtet, jährlich einen Bericht über das interne Umweltmanagement zu erstellen. Gemeinsam mit dem Minister für Landwirtschaft, Natur und Fischerei, Jozias van Aartsen, brachte sie 1997 eine Änderung des Düngemittelgesetzes (Meststoffenwet) auf den Weg, die ein neues Abgabensystem einführte, dessen Kernstück die sogenannten regulatorischen Mineralabgaben sind. Dies ermöglichte eine individuellere unternehmerische Herangehensweise an die Düngemittelgesetzgebung. Ferner veröffentlichte sie 1997 zusammen mit der Ministerin für Verkehr und Wasserwirtschaft Annemarie Jorritsma ein Diskussionspapier über die Zukunft der Luftfahrt in den Niederlanden. Außerdem wurde 1997 mit dem Gartenbau eine Vereinbarung zur Reduzierung der Schadstoffemissionen im Zeitraum 2000 bis 2010 geschlossen. 1998 wurde der dritte Nationale Umweltpolitikplan NMP 3 (Nationaal Milieubeleidsplan) veröffentlicht. Die Ziele aus NMP1 und NMP2 blieben richtungsweisend, allerdings musste Umweltpolitik stärker als bisher in eine integrierte Umweltpolitik eingebettet werden. Umweltverhalten sollte sich in den Preisen widerspiegeln, was eine energieeffizientere Produktion und einen energieeffizienteren Verbrauch fördern sollte. Der Strafverfolgung und der Bekämpfung von Umweltkriminalität wurde zudem mehr Aufmerksamkeit geschenkt.
Nach ihrem Ausscheiden aus dem ersten Kabinett Kok wurde Margreeth de Boer, die den Begriff der „Entschleunigung“ prägte, auf Platz vier der PvdA-Liste am 19. Mai 1998 Mitglied in der Zweiten Kammer der Generalstaaten (Tweede Kamer der Staten-Generaal) und gehörte dieser bis zum 7. November 2001 an. Im August lehnte sie die Ernennung zur Ministerin für Verkehr, öffentliche Arbeiten und Wasserwirtschaft im Kabinett Kok II ab, woraufhin Tineke Netelenbos dieses Ministeramt übernahm. Sie selbst fungierte stattdessen zwischen dem 22. September 1998 und dem 7. November 2001 als Vorsitzende des Ständigen Ausschusses für auswärtige Angelegenheiten der Zweiten Kammer. Neben der Außenpolitik befasste sie sich als Abgeordnete auch mit Großstadt- und Umweltpolitik.
Nach dem Abgang von Loekie van Maaren-van Balen wurde Margreeth de Boer am 1. November 2001 zunächst kommissarische Bürgermeisterin von Leeuwarden und bekleidete dieses Amt formell vom 1. Oktober 2002 bis 1. April 2004, woraufhin Geert Dales neuer Bürgermeister wurde. Nach der Niederlage der PvdA bei der Parlamentswahl am 15. Mai 2002, bei der die Partei 13,87 Prozentpunkte verlor und nur noch auf 15,11 Prozent kam sowie 22 der bislang 45 Sitze einbüßte, war sie Leiterin des PvdA-Komitees, welches die Niederlage untersuchte und einen Abschlussbericht mit dem Titel „Die Käseglocke in Stücke?“ (De kaasstolp aan diggelen?) veröffentlichte. Sie engagierte sich des Weiteren als Vorsitzender des Verwaltungsrates des Instituts für Wasser-Ausbildung der UNESCO, dem UNESCO-IHE in Delft, und war Mitglied des Empfehlungsausschusses des von Reichsuniversität Groningen veranstalteten Symposiums „Niederlande: vom Mainport zum Brainport?“ sowie Mitglied des Empfehlungsausschusses des Preises für Architekturanimation der Stiftung Arnhem. Nach dem Tode von Helmer Koetje am 31. Mai 2010 fungierte sie vom 15. August 2010 bis zu ihrer Ablösung durch Karel Loohuis am 15. Februar 2011 als kommissarische Bürgermeisterin von Hoogeveen. Danach arbeitete sie seit März 2011 als Dozentin und Beraterin in der Provinz Friesland.